# Petit lac des Loups Marins
Pour les articles homonymes, voir Loup marin.
Ne doit pas être confondu avec lacs des Loups Marins.
Le petit lac des Loups Marins est une étendue d'eau du Nunavik (Québec, Canada),. 